# Jezioro Klasztorne (Pojezierze Łasińskie)
Jezioro Klasztorne – jezioro w woj. pomorskim, w pow. kwidzyńskim, w gminie Gardeja, leżące na terenie Pojezierza Łasińskiego. Jest to przepływowe jezioro wytopiskowe charakteryzujące się dobrze rozwiniętą linią brzegową i połączone z akwenem jeziora Klasztornego (Leśnego).

## Dane morfometryczne
Powierzchnia zwierciadła wody według różnych źródeł wynosi od 77,7 ha przez 78,5 ha do 83,6 ha.
Zwierciadło wody położone jest na wysokości 79,2 m n.p.m. lub 79,5 m n.p.m. Średnia głębokość jeziora wynosi 7,4 m, natomiast głębokość maksymalna 25,0 m.
W oparciu o badania przeprowadzone w 1995 roku wody jeziora zaliczono do III klasy czystości.